# Grands moulins de Notre-Dame et de la Rave
Les grands moulins de Notre-Dame et de la Rave sont deux moulins voisins situés sur la commune de Troyes dans le département de l'Aube. Construits au Moyen Âge et réunis au XIXe siècle, ils faisaient partie des plus importants établissements de meunerie du département. 

## Histoire

### Deux moulins voisins, chacun leur histoire

#### Moulin de Notre-Dame-aux-Nonnains
Il est attesté comme appartenant à l'Abbaye Notre-Dame-aux-Nonnains ; en 1188  sur la dérivation de la Seine, à 2 250 m du déversoir de Saint-Julien. Est connu comme  Molendini Baetae Mariae Trecensis. Il est en aval du moulin du Roy au lieu-dit Trévois. 
En 1348, il est loué à Pérard Garnier qui doit l'entretenir et payer 128 livres de loyer annuel, il est papetier à Troyes. En 1365, il est loué par Guy de Verdun et son frère Jacques, deux chanoines aubois, c'est la première mention d'un usage en blanchissement de toiles. En 1434 à Gilles le Pevrier, 1374 à Jeoffroy le Quarillon avec Vincent de Fisque et Geoffroy Cassin, marchands de toiles. En 1382 : Jean de Braux et Gilles le Gras pour 50 livres tournois par an.
Jacquin Posche en 1387 en prit la location pour vingt livres tournois par an, il y fait du papier ; en 1395 il renouvelait le bail et prenait de plus le moulin sur le même vannage qui faisait jadis du blé puis foulait les draps. 
Le 27 août 1775, Jean-Antoine Garnier prenait le moulin en bail emphytéotique pour 99 ans avec liberté à lui de modifier les bâtiments et payait sept cents livres de loyer annuel. Il était papetier, libraire, imprimeur et est surtout connu pour ses almanachs. Étant décédé le 21 décembre 1780, il laissait le moulin à sa sœur qui avait épousé Étienne Nicolas Le Sieur. Le rapport de l'Intendant de Champagne de 1788 sur l'état des manufactures de Troyes la cite comme travaillant pour la Bibliothèque bleue. 
En 1789, le moulin est saisie comme bien de l'Église mais sa locataire, veuve Le Sieur, continuait l'exploitation : blé, frize et papeterie. Il est vendu le 4 brumaire An IV pour 160 800 frs au mandataire du citoyen Roussel Antoine François Le Sieur.
En 1820, le moulin est converti en filature par Ferrand jeune et Baudot qui installèrent un quatrième roue sur la vanne en 1828. Ils louaient à Marot-Hauvion qui en 1839 ne faisait que moudre le blé. Le moulin fut brûlé le 16 juin 1842 et reconstruit dans l'année par le nouveau propriétaire Samuel Marot. Brûlé de nouveau en 1845, il fut cette fois réédifié en briques.

#### Moulin de la Rave
Le bâtiment a appartenu au chapitre de Troyes au Moyen Âge et est utilisé pour le foulage des draps avant de devenir moulin à farine. 
Déjà propriétaire du moulin Notre-Dame, Samuel Marot acquiert celui de la Rave vers 1870, et le réédifie en pierre et brique à partir de 1877. 

### Unification des deux sites et fermeture

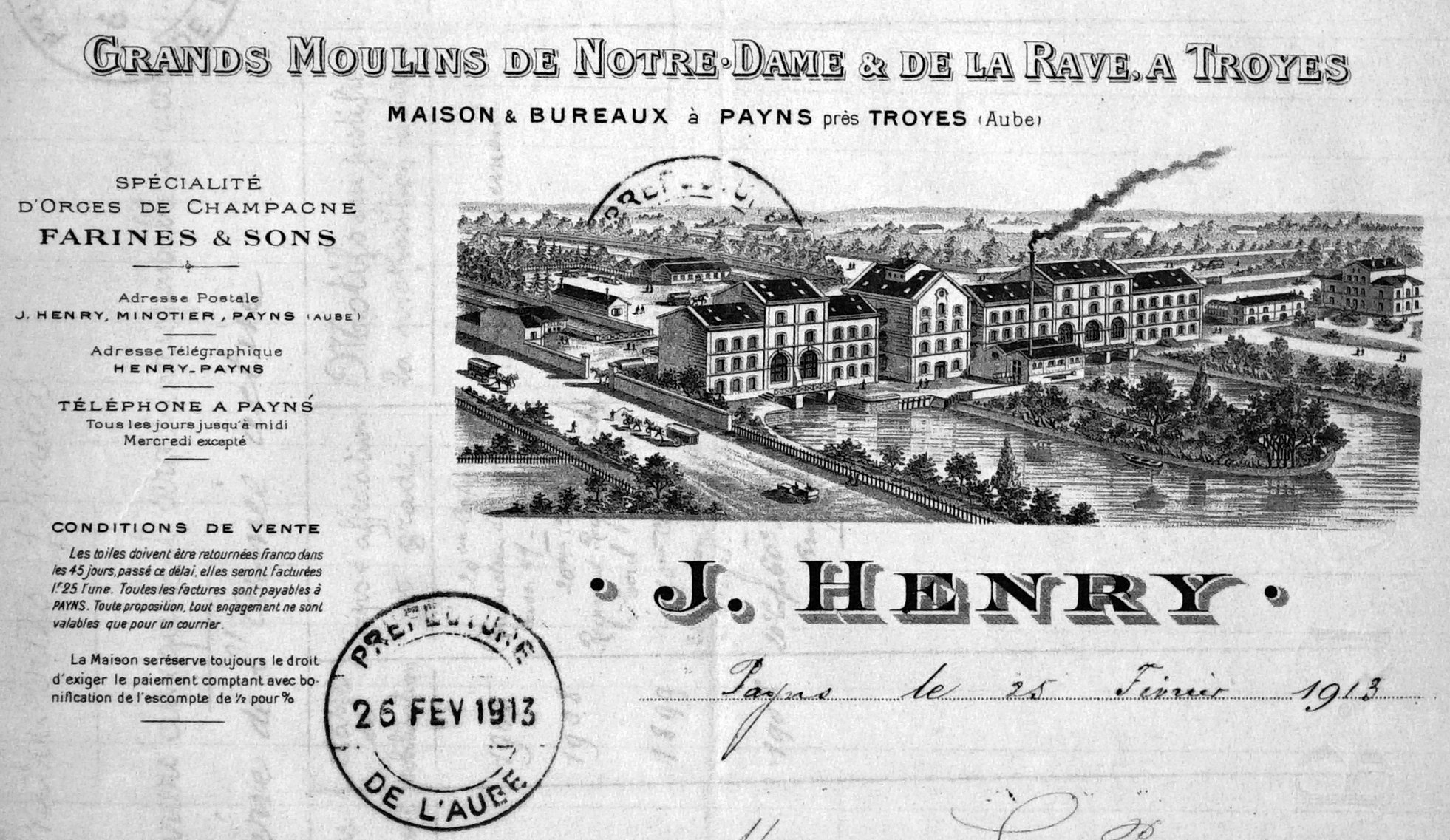
Carte de visite des « Moulin Henrys ».

En 1899, les fils Marot vendaient le moulin de Notre-Dame à Justin Henry, un marchand de grains à Payns, qui unifiait les deux moulins et les rénove entièrement vers 1905.
Les moulins passent respectivement à Édouard-Étienne Henry, fils de Justin, en 1919, puis à son beau-frère Antoine-Marcel Mahieu, avant d'être racheté par la CARB (Coopérative agricole de la région de Brienne) et la SCARM (Société coopérative agricole de la région de Romilly-Méry)de 1982 jusqu'à leur fermeture en 2010.
Ils donnent leur nom au parc des Moulins, ouvert en 2011 et représentant l'extension du parc Henry après le rachat par la ville de Troyes d'anciennes friches accolés à celui-ci,.
Un projet de réhabilitation du site est annoncé dans le quotidien L'Est-Éclair du 9 novembre 2019. Le permis de construire, délivré le 17 septembre par la Ville de Troyes, prévoit de transformer les moulins de la Rave et Notre-Dame en 50 logements collectifs.